# Municipio de Haines (Illinois)
El municipio de Haines (en inglés: Haines Township) es un municipio ubicado en el condado de Marion en el estado estadounidense de Illinois. En el año 2010 tenía una población de 1002 habitantes y una densidad poblacional de 10,72 personas por km².

## Geografía
El municipio de Haines se encuentra ubicado en las coordenadas 38°31′7″N 88°52′6″O / 38.51861, -88.86833. Según la Oficina del Censo de los Estados Unidos, el municipio tiene una superficie total de 93.49 km², de la cual 93,4 km² corresponden a tierra firme y (0,1 %) 0,09 km² es agua.

## Demografía
Según el censo de 2010, había 1002 personas residiendo en el municipio de Haines. La densidad de población era de 10,72 hab./km². De los 1002 habitantes, el municipio de Haines estaba compuesto por el 97,31 % blancos, el 0,2 % eran afroamericanos, el 0,1 % eran amerindios, el 1 % eran asiáticos, el 0,4 % eran de otras razas y el 1 % eran de una mezcla de razas. Del total de la población el 0,3 % eran hispanos o latinos de cualquier raza.